# Sint-Remigiuskerk (Wassenach)
De Sint-Remigiuskerk (Duits: Kirche St. Remigius) is een rooms-katholiek kerkgebouw in Wassenach, een Ortsgemeinde in het Landkreis Ahrweiler (Rijnland-Palts). De kerk werd in de jaren 1851-1852 gebouwd.

## Geschiedenis

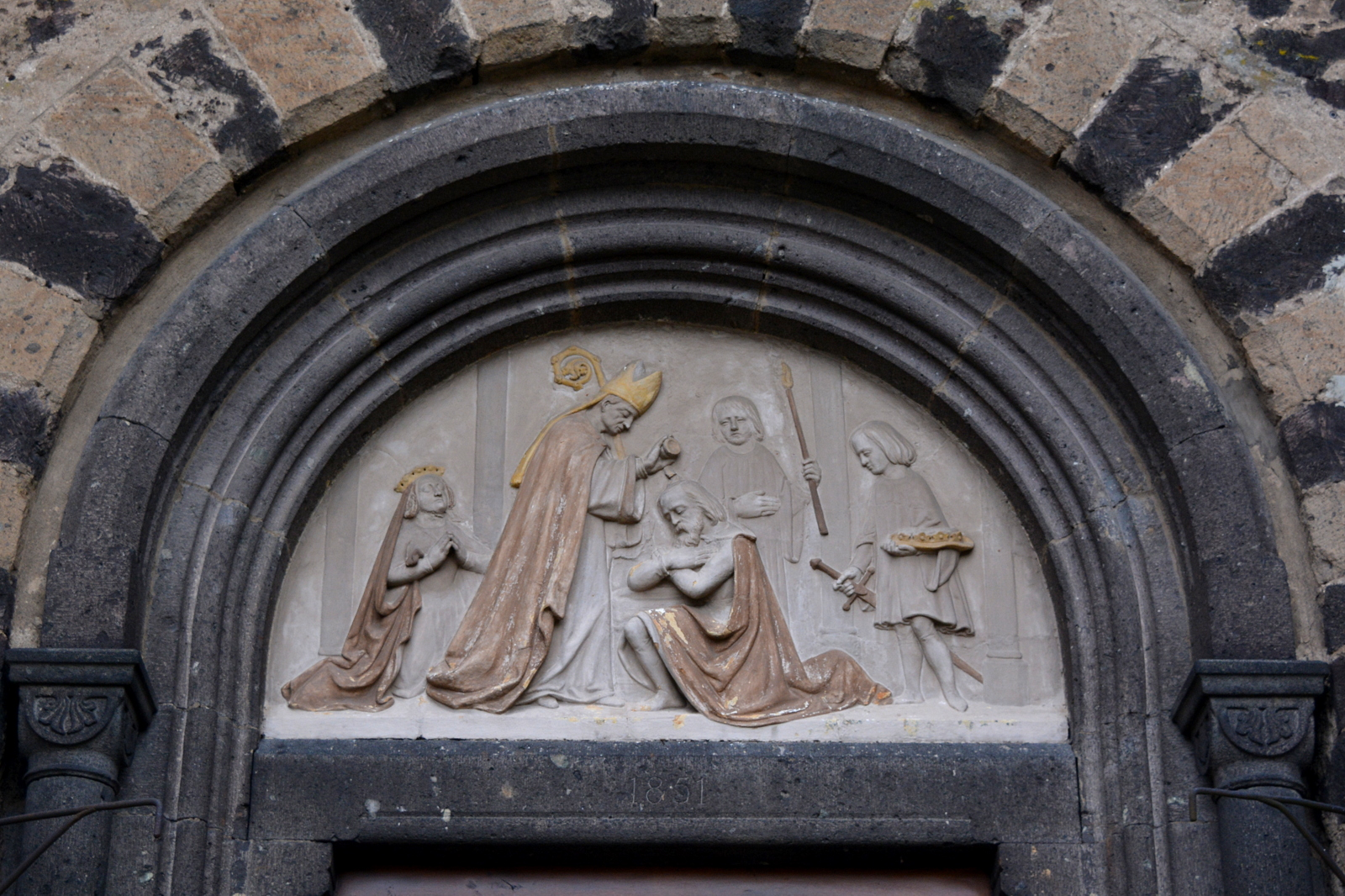
Sint-Remigius doopt Clovis I

Wassenach behoorde oorspronkelijk tot de parochie Nickenich en sinds 1804 tot de parochie van Burgbrohl. Met de oprichting van de zelfstandige Wassenach in 1844 door bisschop Wilhelm Arnoldi, werd ook onmiddellijk begonnen met de bouw van een nieuwe kerk.
Een eerste kapel in Wassenach heeft er ten minste vanaf 1322 gestaan. Van deze kapel stamt de lagere toren van de kerk. De hoge toren van de kerk kwam in 1898 gereed.
De aan de heilige Remigius gewijde parochiekerk werd naar een ontwerp van de Koblenzer architect Ferdinand Nebel gebouwd en in 1852 voltooid. Een reliëf boven het portaal toont de patroonheilige die de bekeerde Frankenkoning Clovis I op het kerstfeest in het jaar 496 doopt.
De drieschepige hallenkerk werd in neoromaanse stijl gebouwd.
Vanaf 17 december 1937 werkte Josef Zilliken hier als pastoor. Zilliken keerde zich sterk tegen het nationaalsocialisme, wat herhaaldelijk tot aanhoudingen en verhoren door de Gestapo leidde. Toen de priester samen met een gelijkgezinde priester op het terras van het restaurant Waldfrieden bij Maria Laach zaten, verscheen daar als gast plotseling Hermann Göring met gevolg. Terwijl anderen gingen staan en de Hitlergroet brachten, bleven de beide priesters zitten en negeerden de belangrijke gasten. Nog dezelfde avond werden de beide priesters gearresteerd. De 70-jarige Zilliken stierf na zware dwangarbeid en talloze pesterijen uitgeput op 3 oktober 1942 in het concentratiekamp Dachau. Een plaquette bij de ingang van de kerk herinnert aan de priester.

## Interieur
Het volksaltaar, de ambo, het processiekruis en de altaarkandelaar zijn door de Duitse beeldhouwer Hans Gerhard Biermann van muschelkalk respectievelijk brons vervaardigd, die in het atelier van de abdij van Maria Laach werkte.
Het marmeren hoogaltaar dateert uit 1771 en toont de beelden van Augustinus, Remigius en Ambrosius. De twee beelden op de zuilen van het hoogaltaar betreffen de martelaar Sebastiaan en de martelares Lucia.

#### Ramen
De glas-in-loodramen werd in 1928 door inwoners van Wassenach geschonken en verbeelden scènes uit het leven van Jezus (o.a. de Verkondiging, de doop door Johannes de Doper, Jezus en de kinderen en Jezus en Martha en Maria).

#### Orgel
Het orgel werd in 1854 door Ludwig Hünd uit Linz gebouwd en in 1975 door Johannes Klais Orgelbau (Bonn) gerestaureerd. Het instrument bezit 17 registers, verdeeld over twee manualen en pedaal.

#### Klokken
Die oudste klok is de Remigiusklok, die in 1560 werd gegoten. De andere drie klokken stammen uit 1952..

## Afbeeldingen

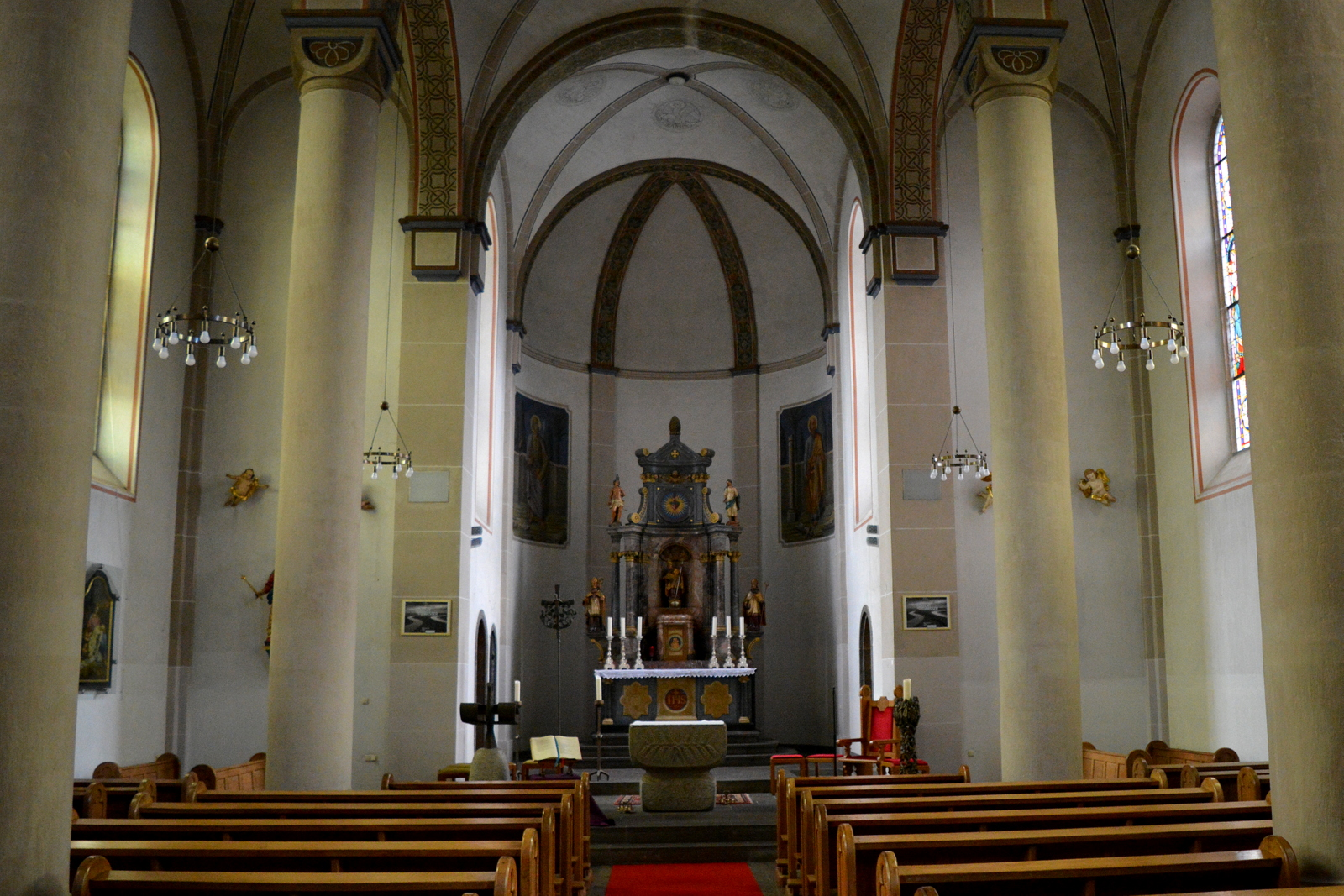
Interieur
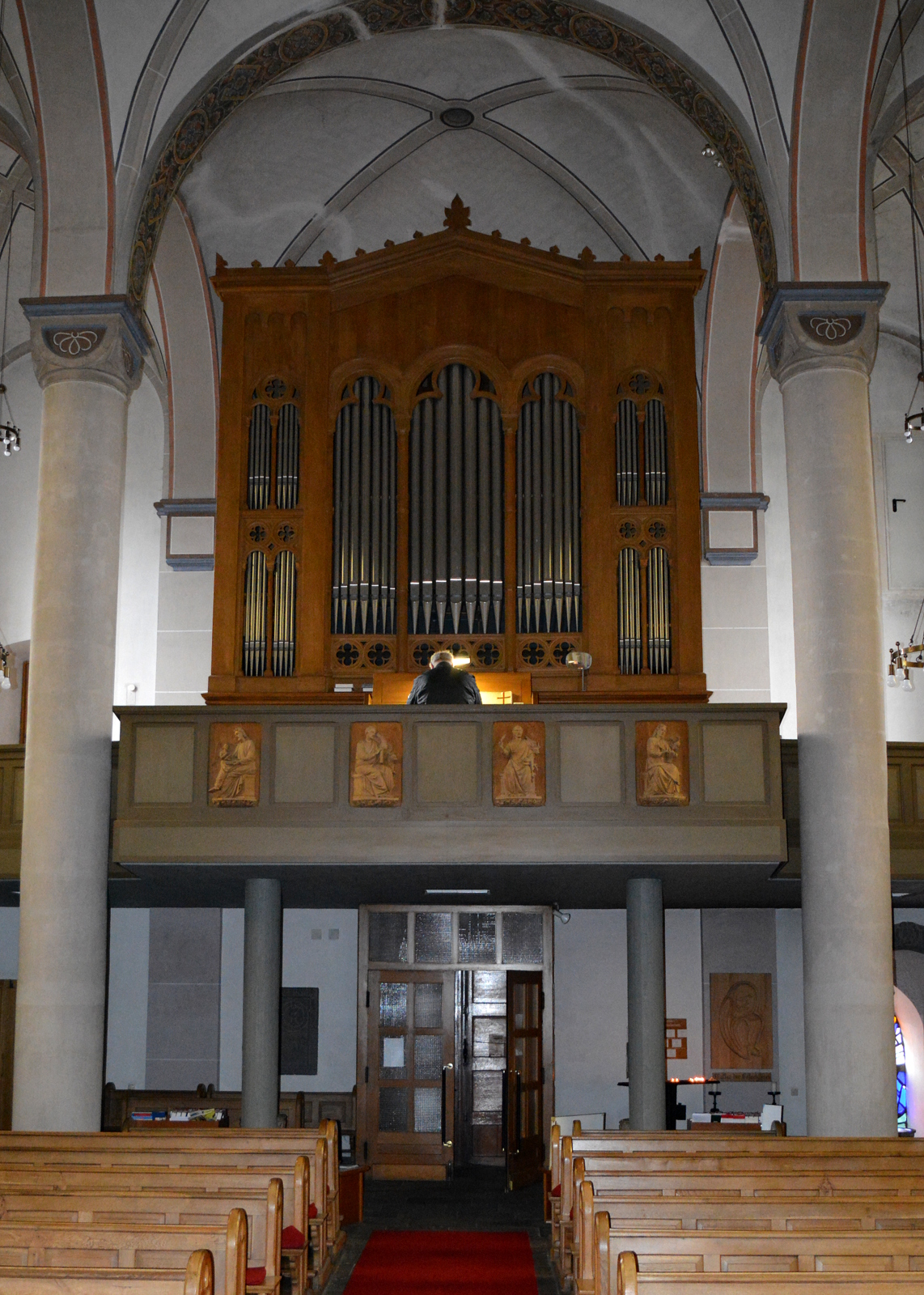
Orgel
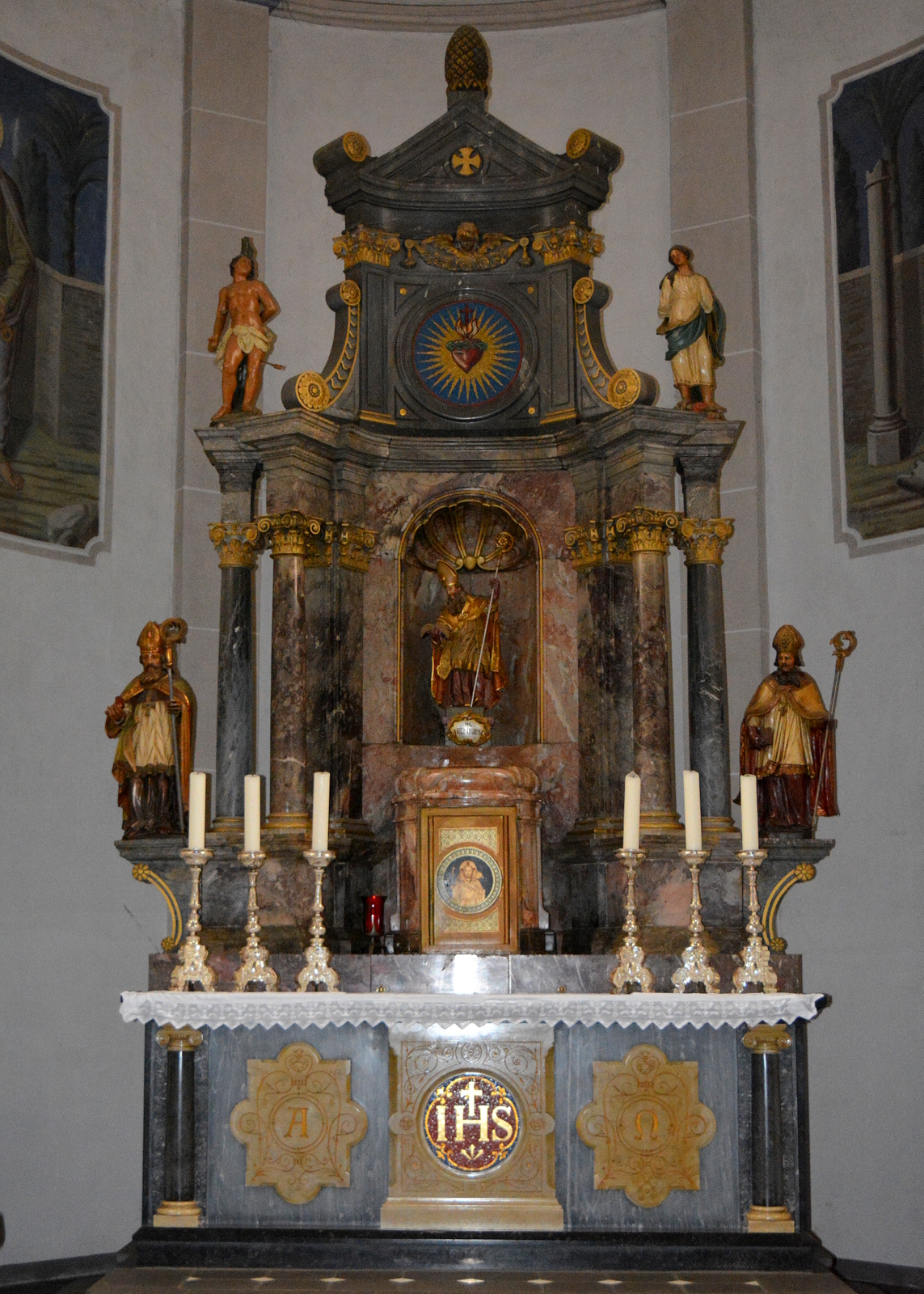
Hoogaltaar
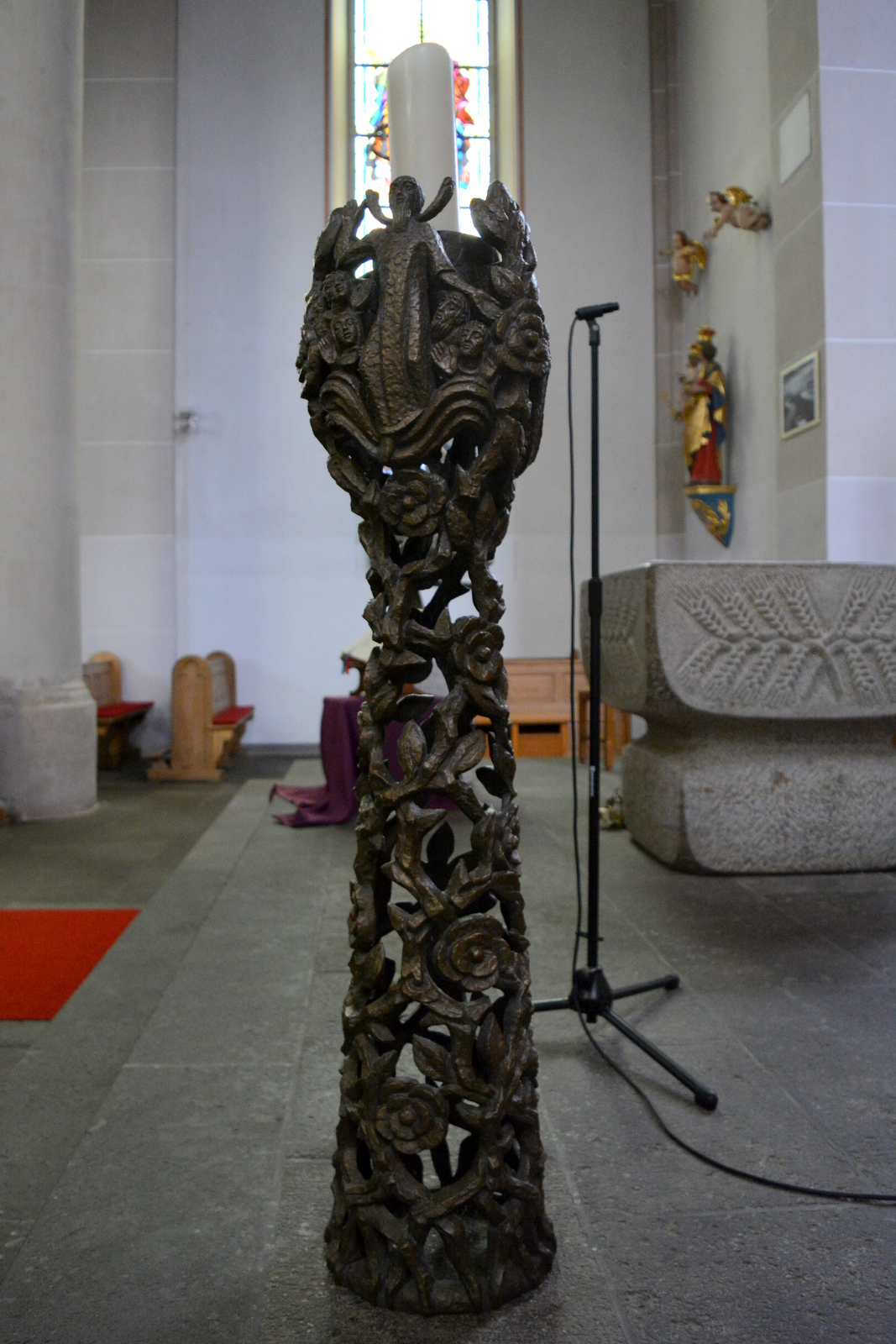
Kandelaar
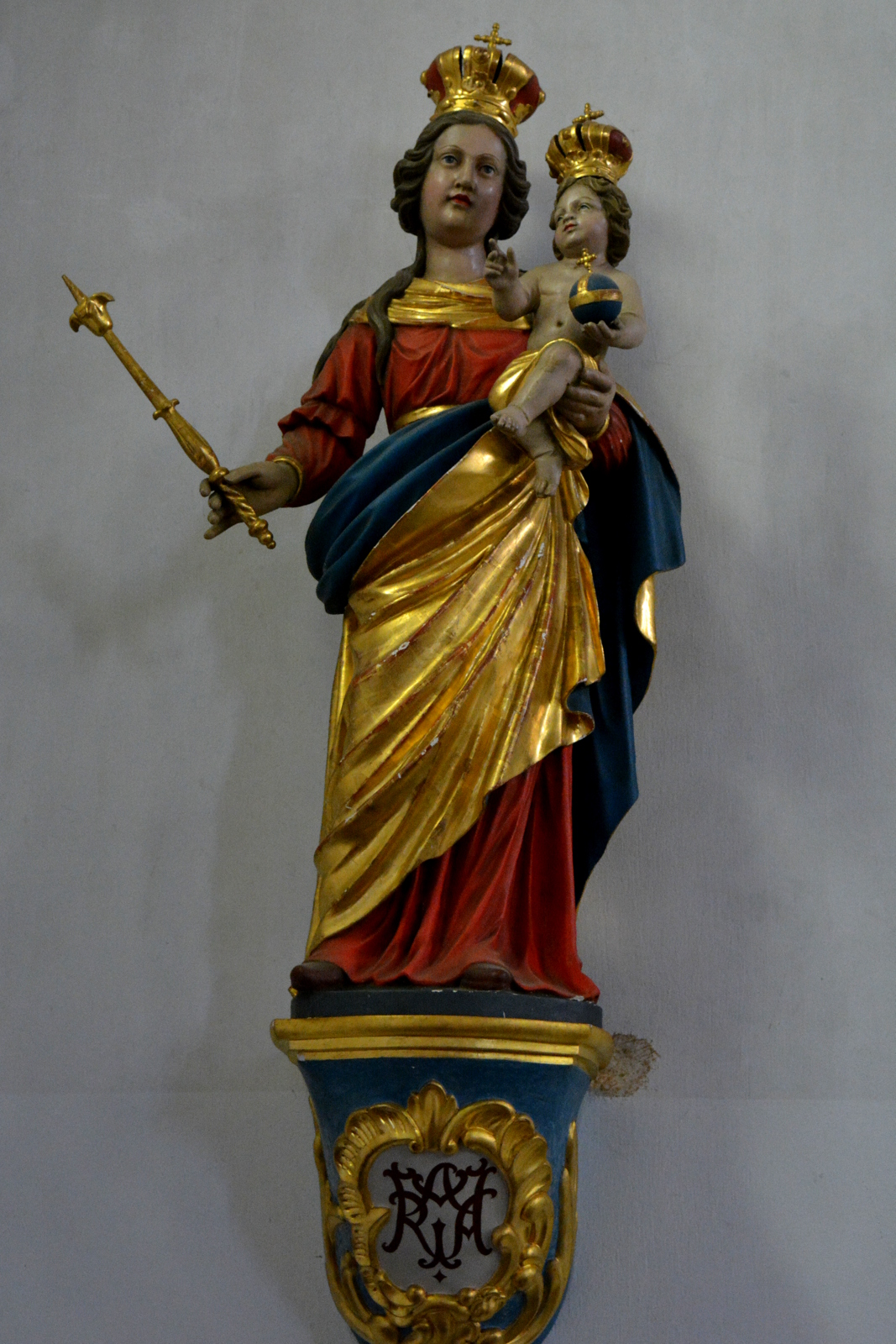
Madonna